# Фролівська вулиця
Фро́лівська ву́лиця — вулиця в Подільському районі міста Києва, місцевість Поділ. Пролягає від Контрактової площі і Притисько-Микільської вулиці до Андріївського узвозу.
Прилучаються вулиця Боричів Тік і Фролівський провулок.

## Історія
Вулиця відома з XVI століття, разом із Фролівським провулком складала вулицю Чорна Грязь (від очеретяного болота, що було поряд, на місці теперішнього Фролівського монастиря). З середини XIX століття до 20-х років XX століття існувала під паралельними назвами: Чорна Грязь і вулиця Фролівська (Флорівська). У списках вулиць Подолу за 1855 рік Чорна Грязь і Фролівський провулок вже згадуються як дві самостійні вулиці. На картосхемах кінця XIX — початку XX століття вулиця Чорна Грязь складала лише частину  Фролівської вулиці (від Фролівського провулку до Андріївського узвозу). З 20-х років XX століття вживається тільки назва «Фролівська вулиця», від Києво-Флорівського Вознесенського жіночого монастиря.

## Пам'ятки архітектури
На вулиці знаходяться деякі споруди ансамблю Флорівського монастиря — церква Ікони Казанської Божої Матері, келії, корпус № 16, будинок ігумені, Трапезна церква.
Пам'яткою архітектури є будинок № 22 — колишня прохідна фабрики «Юність» (1820-ті рр.). Також пам'ятками архітектури є будинки № 1/6, 5, 6 та 7.

## Підприємства, установи та заклади
- Київське казенне експериментальне протезно-ортопедичне підприємство (№ 6)

## Персоналії
У будинку № 5/43 мешкали Микола Закревський, історик, автор праці «Опис Києва» (1868 рік) та Дмитро Багалій, історик, академік АН УРСР.

## Зображення

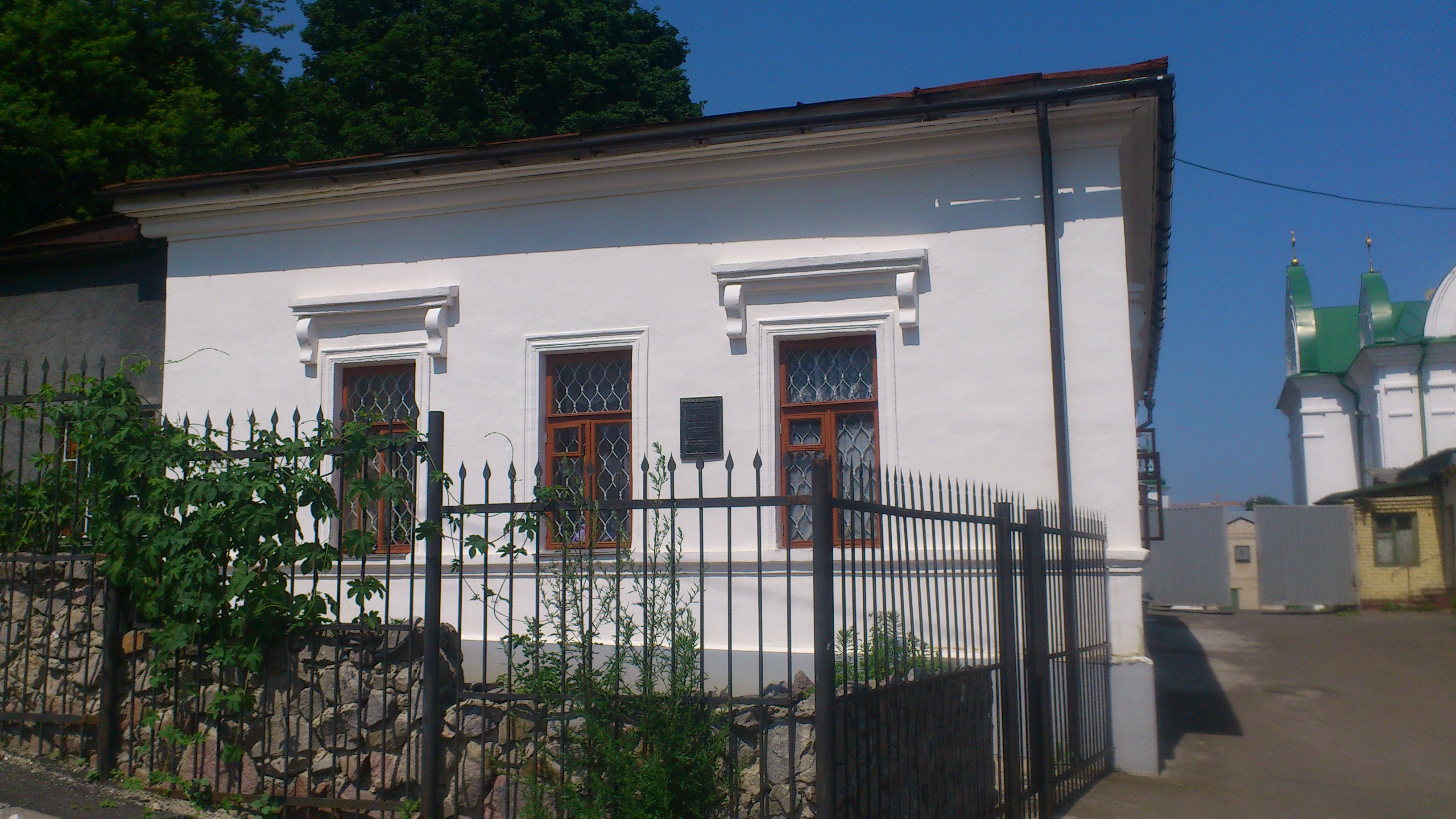
Фролівська, 22, колишня прохідна фабрики «Юність», 1820-ті рр.
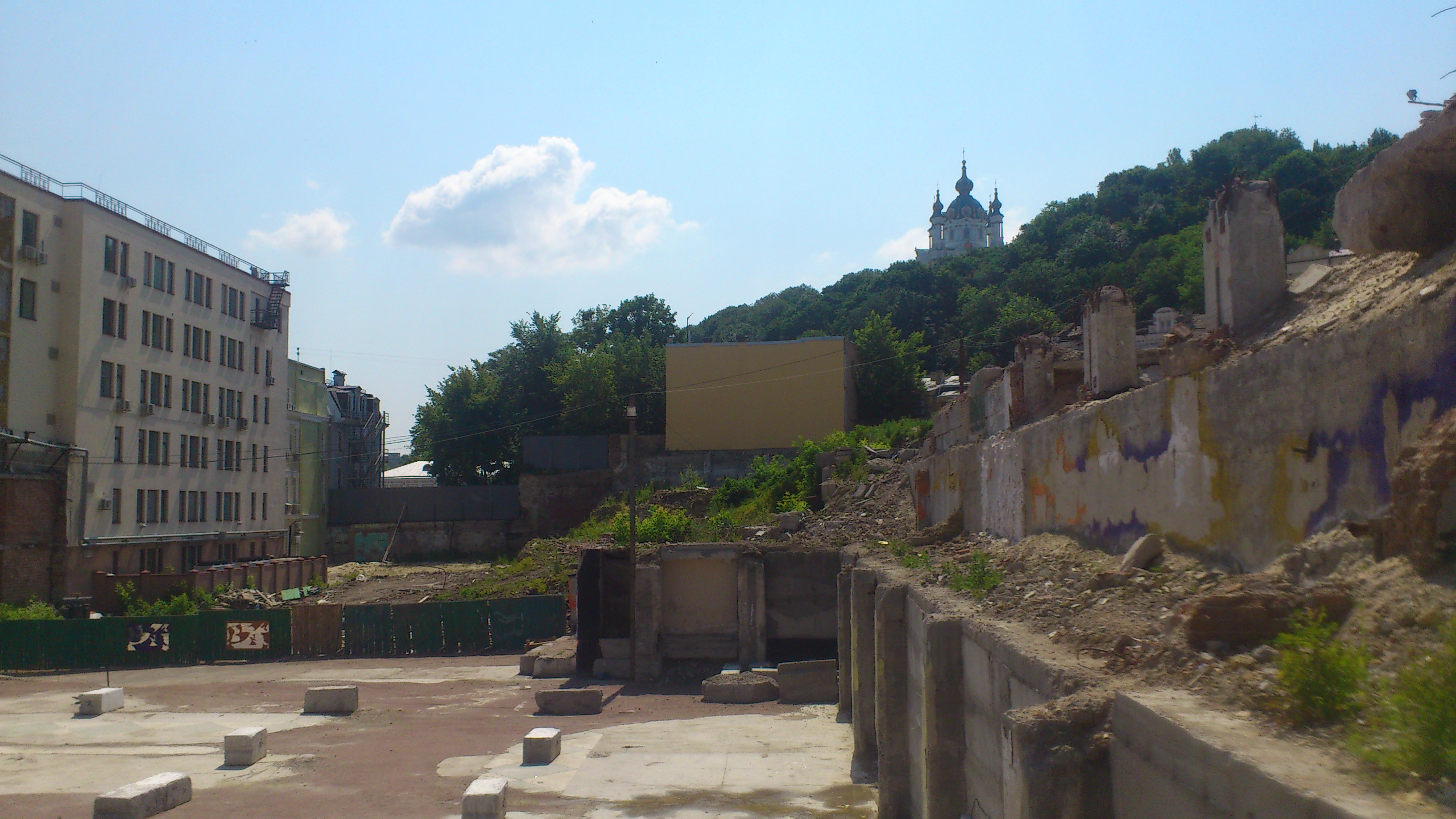
Фролівська, 9/11, руїни колишньої фабрики «Юність»
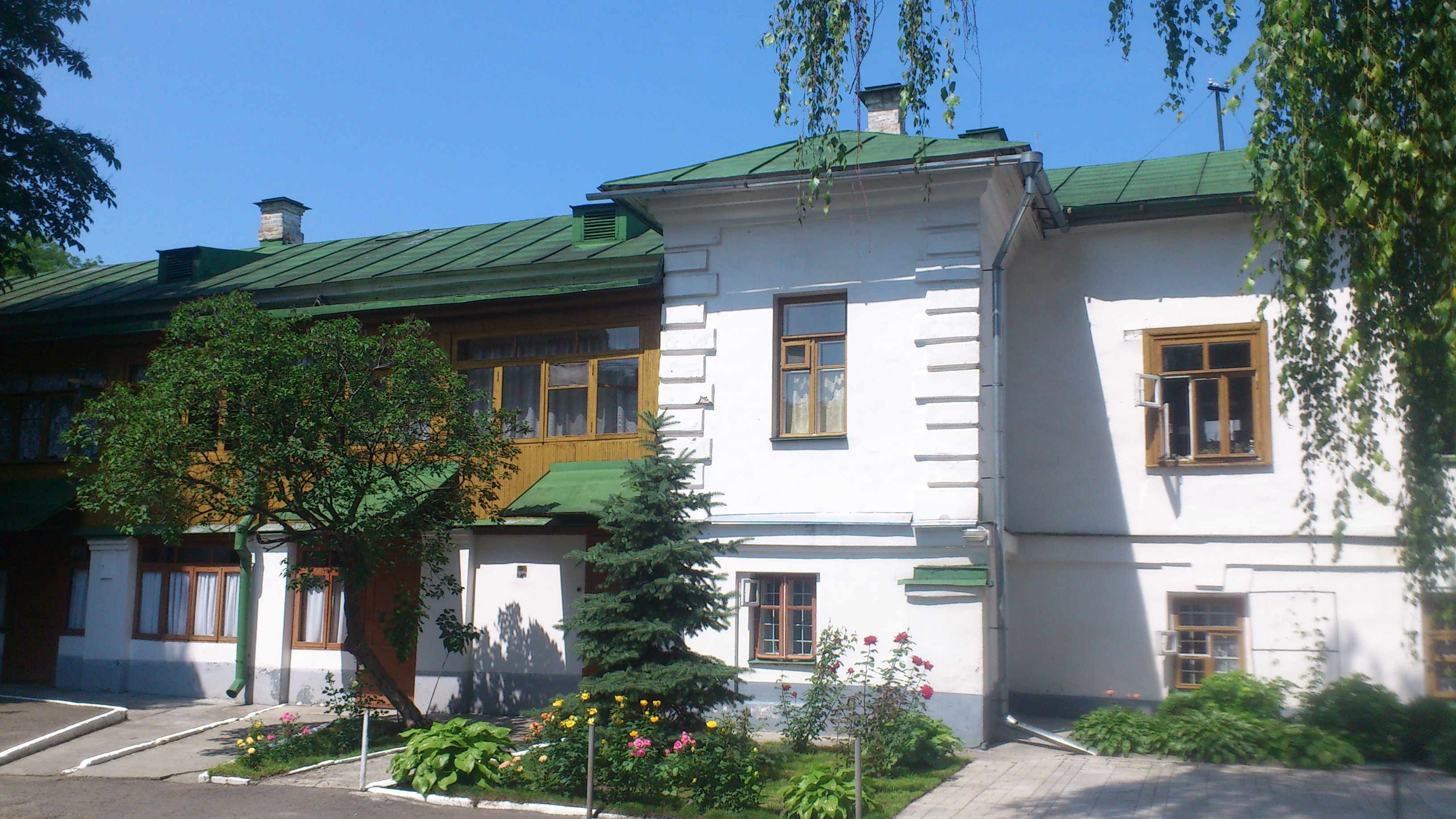
Фролівська 6/8, на території Флорівського жіночого монастиря
Протезний завод (буд. № 6)
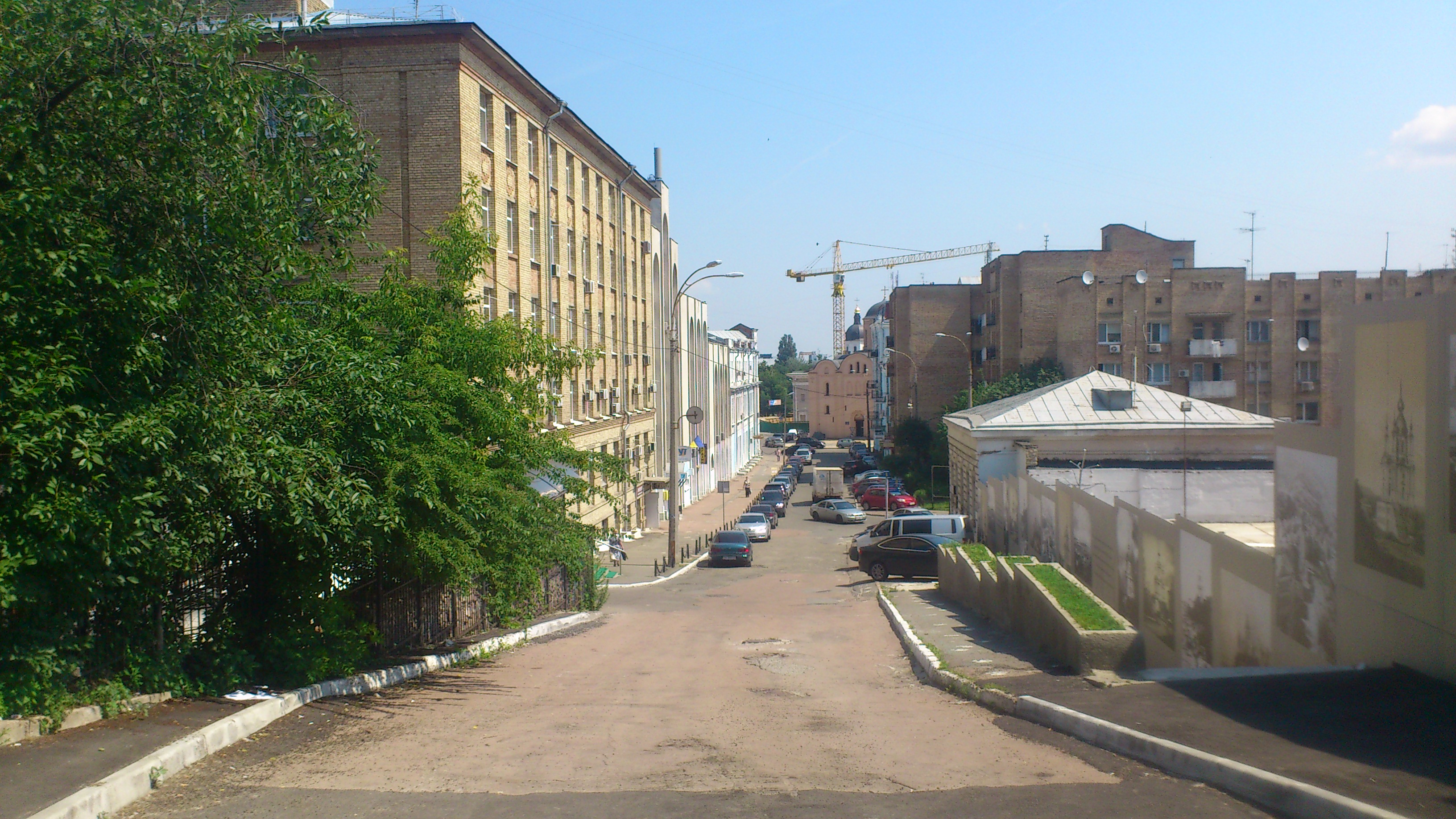
Фролівська вулиця, вид від підніжжя Замкової гори